# Colibrí cua de cinta becnegre
El colibrí cua de cinta becnegre (Trochilus scitulus) és una espècie d'ocell de la família dels troquílids (Trochilidae) que habita zones boscoses de l'orient de l'illa de Jamaica.